# شهیدآباد (بابل)
شهیدآباد، روستایی است از توابع بخش بندپی غربی شهرستان بابل در استان مازندران ایران.
اکثر اهالی این محل دارای پسوند "بائی" می‌باشند که برگرفته از نام قدیم این روستا است که "بائیکلا" نام داشت.

## جمعیت
این روستا در دهستان شهیدآباد قرار دارد و جمعیت آن براساس سرشماری مرکز آمار ایران در سال ۱۳۸۵ و 1395، به ترتیب ۳۱۵۲ نفر (۸۷۳خانوار) و 2947 نفر (1039 خانوار) بوده‌است.